# Ducati Paso
Pour les articles homonymes, voir Paso.
La Paso est un modèle de moto sportive, produit par la firme italienne Ducati.
1986. Ducati vient d'être racheté par Cagiva. Massimo Tamburini a pris les rênes du design de la marque bolonaise. La nouvelle direction présente la première machine, la Paso, en mémoire du pilote Renzo Pasolini, tragiquement disparu 13 ans plus tôt. 
Mais la nouvelle venue choque les ducatistes. Elle se différencie du reste de la production en proposant une esthétique assez particulière. Son moteur est totalement enclos sous le carénage, la mécanique est invisible. 
Le moteur est un pantah de 748 cm³ développant plus de 70 chevaux, repris de celui qui équipe la 750 F1. L'alimentation est assurée par un carburateur double-corps Weber de 44 mm de diamètre, derrière chaque carénage, sont logés 2 radiateurs pour refroidir le système de lubrification.
Le freinage est confié à deux disques de 280 mm de diamètre à l'avant et d'un simple disque de 270 mm à l'arrière, le tout pincé par des étriers Brembo simple piston. Compte tenu du poids relativement élevé de la machine, plus de 200 kg en ordre de marche, le freinage n'est pas des plus efficaces.
La fourche provient de chez Marzocchi et l'amortisseur est estampillé Öhlins.
Les roues ont un diamètre de 16 pouces seulement, alors que les motos de la même époque sont équipées de roues de 17, voire 18 pouces. Cela induit un comportement routier différent lors de la mise sur l'angle, et un coût supérieur lors de l'achat des pneus.

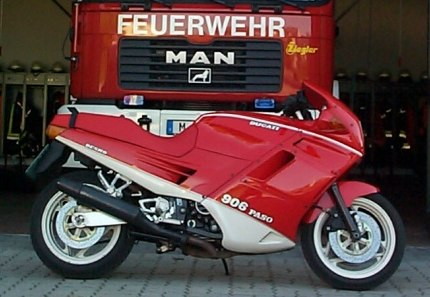
906 Paso

En 1989, la 750 est remplacée par la 906 Paso. Le moteur est identique à celui qui trône dans le cadre des nouvelles 900 SS. Les ingénieurs ont néanmoins cru bon d'équiper celui-ci d'un refroidissement liquide, le carénage intégral ayant la fâcheuse tendance à garder la chaleur du moteur au lieu de l'évacuer. Il est donné pour 88 chevaux à 8 000 tr/min et 7 mkg à 6 500 tr/min.
La boîte de vitesses gagne un rapport, ce qui permet de faire passer la vitesse maximale à 213 km/h. Le poids est en hausse et dépasse les 210 kg à sec.

La partie cycle et l'esthétique est identique à sa devancière.

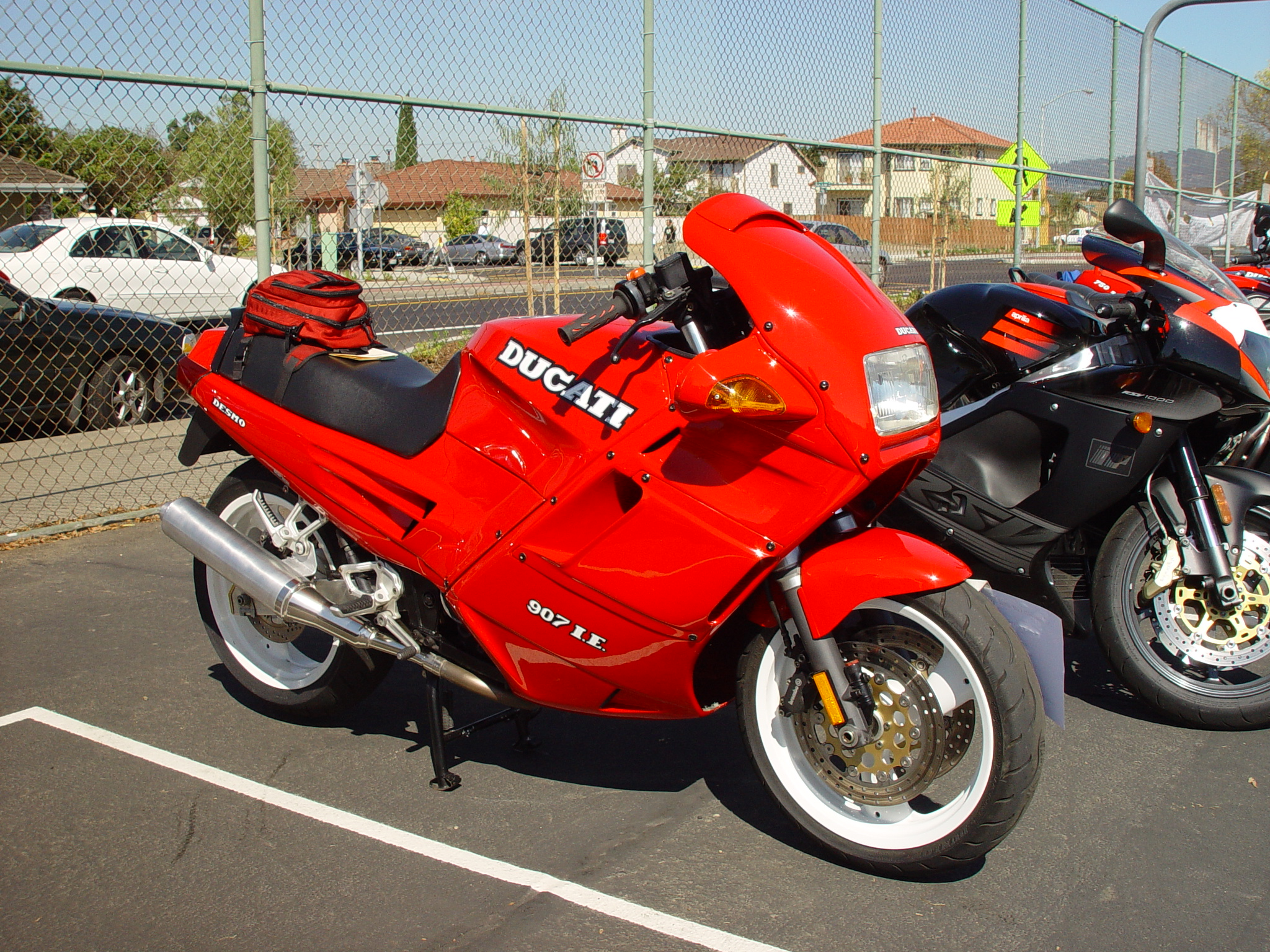
907 i.e.

En 1991, la 906 Paso est remplacée par la 907 i.e., délaissant le nom de Paso, mais conservant l'esthétique qui fait sa renommée. La principale évolution provient de l'adoption d'une alimentation par injection électronique Weber.

La partie cycle est corrigée, les disques de frein avant passe à 300 mm de diamètre, tandis que l'arrière descend à 245 mm.

Les roues adoptent un diamètre plus conventionnel de 17 pouces. L'empattement passe à 1 490 mm.
Les Paso n'ont jamais rencontré le succès commercial. L'esthétique était trop particulière pour séduire la clientèle habituelle de Ducati.